# Palazzo del Governo (Taranto)
Il Palazzo del Governo è un edificio civile di Taranto, sede della Prefettura e dell'amministrazione provinciale. L'edificio affaccia frontalmente sul Lungomare Vittorio Emanuele III di Taranto e posteriormente su Via Anfiteatro, presso cui si accede. Il Palazzo, assieme alla prospiciente piazza, detta "Rotonda Marinai d'Italia", già sopraelevato rispetto al livello del mare, caratterizza profondamente lo skyline della città bimare.

## Storia
Fu costruito sulle rovine del teatro Politeama Alhambra appositamente demolito, e fu inaugurato il 7 settembre 1934 da Benito Mussolini, di fronte alla folla di cittadini che gremiva la rotonda antistante.
Il palazzo nacque dalla necessità di fornire alla neonata Provincia di Taranto una sede che riconoscesse l'importante ruolo della città nella storia antica e moderna, ma scaturì soprattutto in ottemperanza del principio fascista della proiezione marittima dello Stato italiano, ben rappresentato dall'Arsenale militare marittimo di Taranto.
La struttura fu realizzata in quattro anni su progetto dell'architetto Armando Brasini, il quale ne diresse i lavori con la collaborazione dei tecnici dell'amministrazione provinciale, e venne completata con la realizzazione della rotonda antistante la facciata principale, capace di accogliere migliaia di persone, e da cui è possibile godere il panorama del mar Grande e delle isole Cheradi. La somma complessiva impegnata in questa operazione fu di 21 000 000 ₤.

## Descrizione
Il palazzo è alto 52 m, con 6 piani, ma raggiunge l'altezza di 85 m s.l.m. con le due antenne di bronzo poste alla sommità. Occupa un'area di 4 500 m², ed è formato da una grandiosa speronata ad arcate, che si ispira ad una fortificazione portuale, realizzata interamente in pietra carparo color marrone. L'edificio, visto dall'alto, presenta un forte dettaglio propagandistico tipico di quell'epoca, la pianta infatti ricorda una "B", come Benito; dettaglio simile si può notare nel Palazzo degli Uffici Statali di Forlì.
Esternamente il palazzo riprende le forme possenti di un ideale castrum romano fortificato, declinandolo però sotto le nuove vesti, magniloquenti e propagandistiche, tipiche del monumentalismo di regime. Sulla facciata che guarda sulla rotonda c'è una grandiosa loggia nella quale trovano posto due aquile in bronzo poste su piedistalli cilindrici, mentre ai lati del portone principale si possono notare rilievi con figure nude armate, nonché due trofei romani giganti con stemmi sormontati da Vittorie. Sulle due torri laterali furono sistemate due grandi campane, destinate a suonare in particolari circostanze, e sempre ai lati del portone principale, durante l'epoca fascista, furono eretti due fasci littori alti circa 20 m, successivamente abbattuti.
Anche l'interno del Palazzo, che si sviluppa su sei piani, rimanda all'architettura romana; i saloni sono arredati con mobili in stile ed elegantemente affrescati e decorati dagli artisti della "Scuola Grottagliese". Si distinguono in particolare, il Salone degli Stemmi (dove si riunisce il Consiglio Provinciale) e il Salone di Rappresentanza.
Il palazzo inoltre ospitava temporaneamente alcune tele di Bernardo Cavallino, Paolo De Matteis, Francesco Solimena, Leonardo Antonio Olivieri, facenti parte della collezioni Ricciardi ora al museo archeologico di Taranto.
L'antistante rotonda è capace di raccogliere migliaia di persone ed è sede di numerosi eventi, quali concerti come il Medimex, svolto annualmente tra Bari e Taranto, ed eventi sportivi di rilevanza internazionale come il SailGP.

## Galleria d'immagini

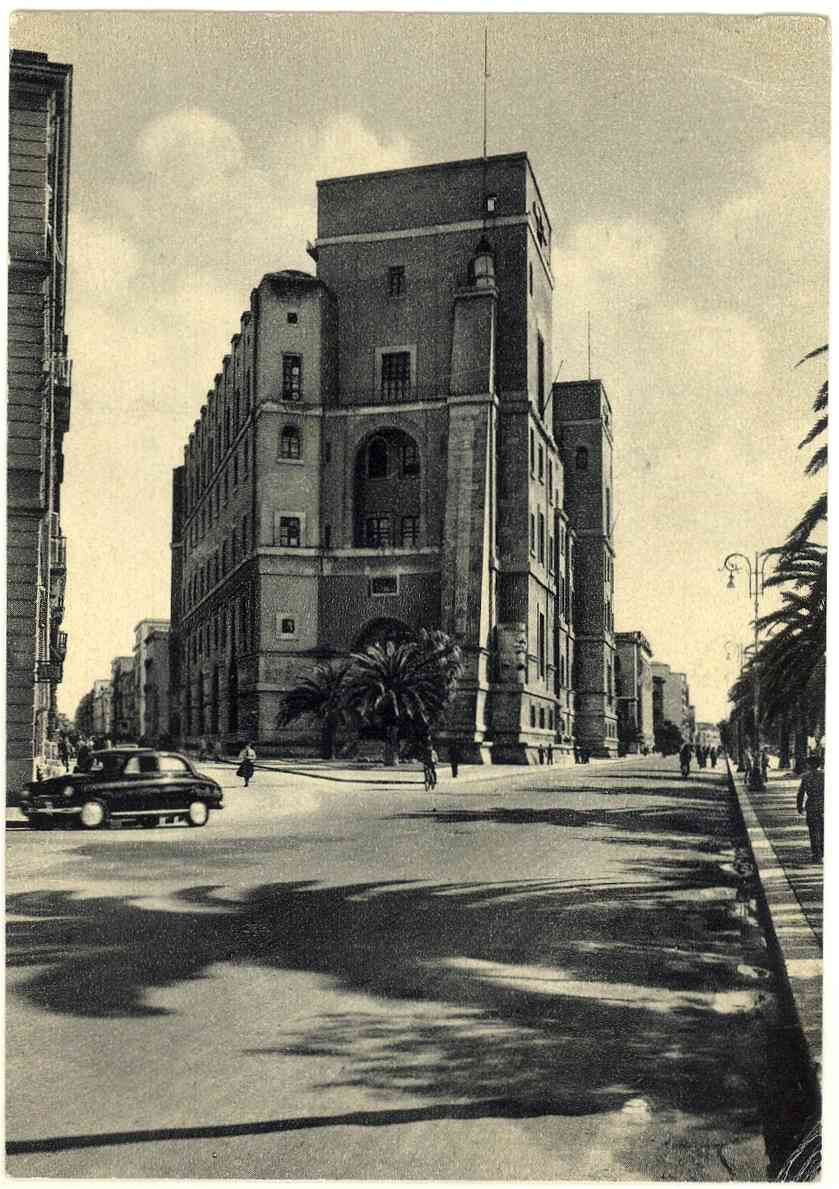
Palazzo di Governo in una cartolina del 1954
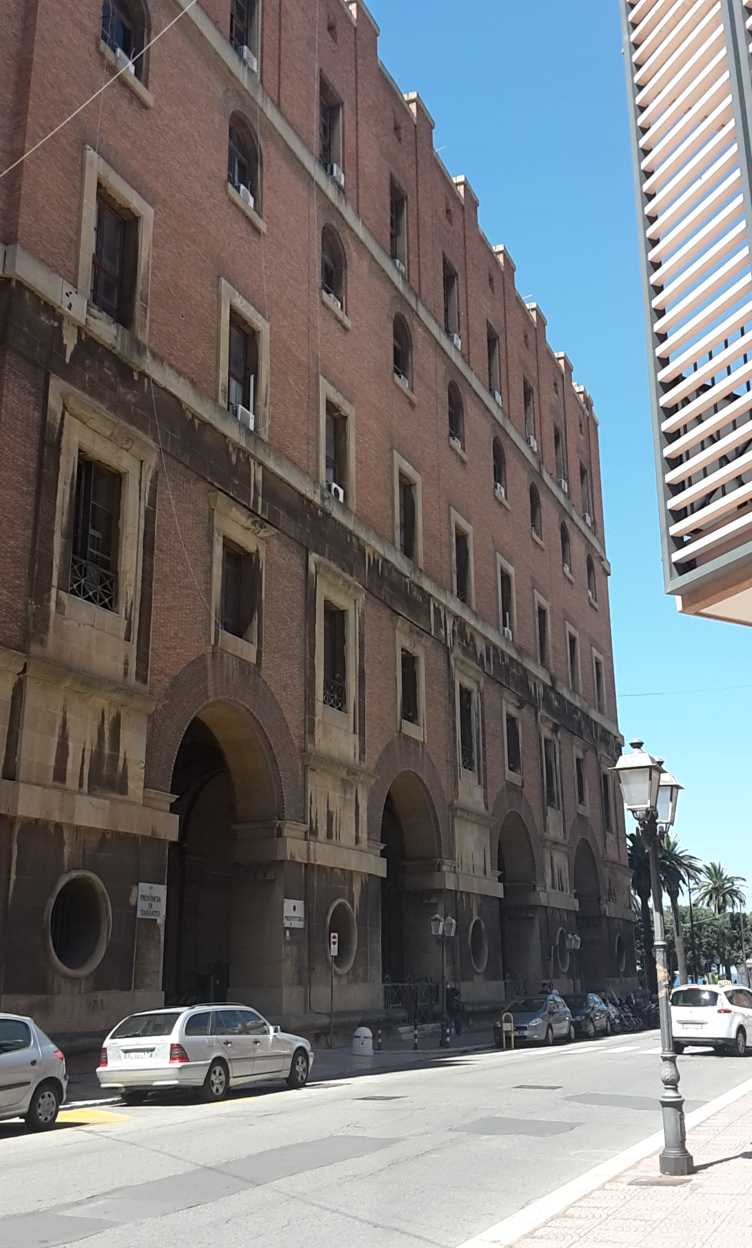
Retro del palazzo
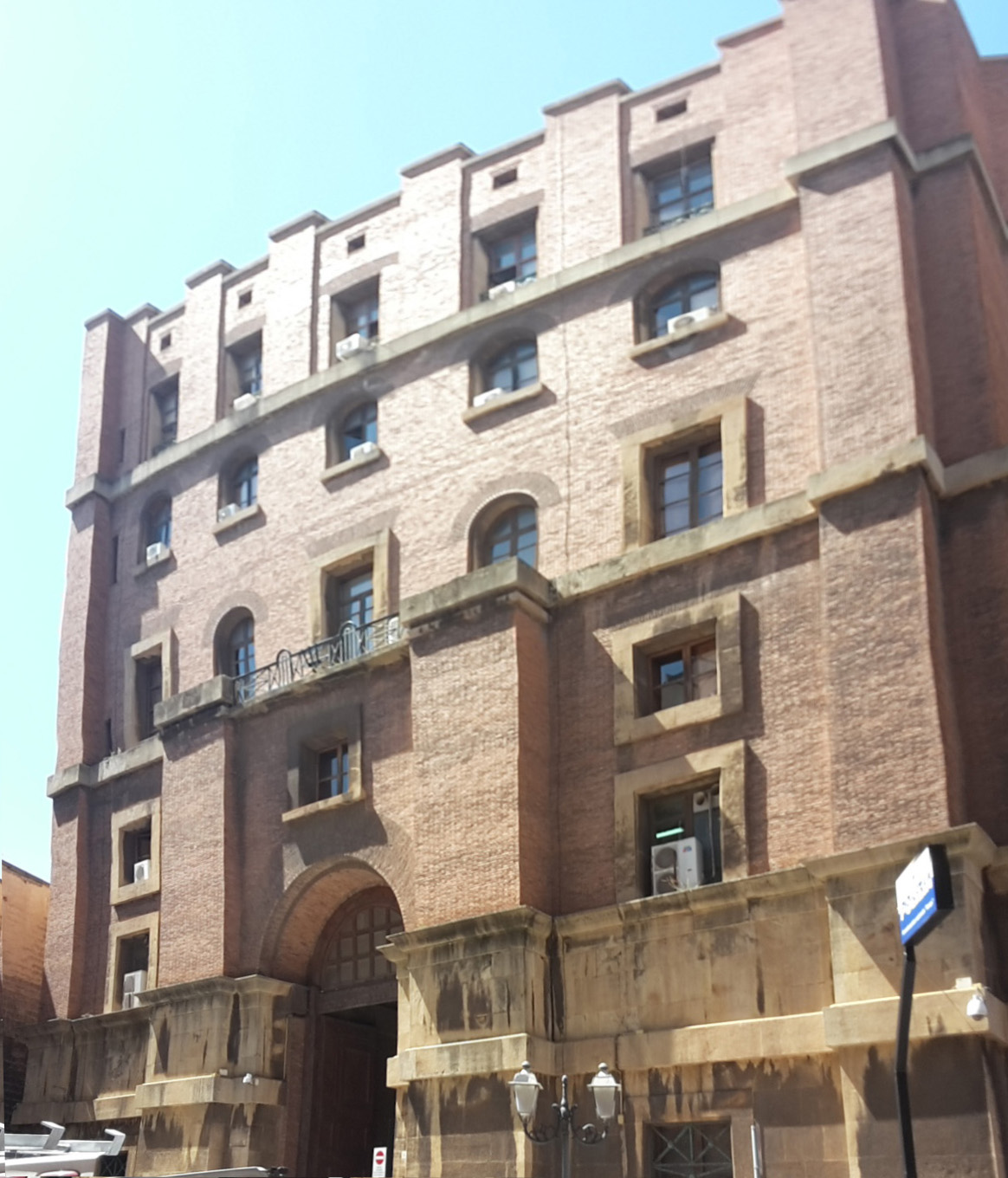
Retro del palazzo
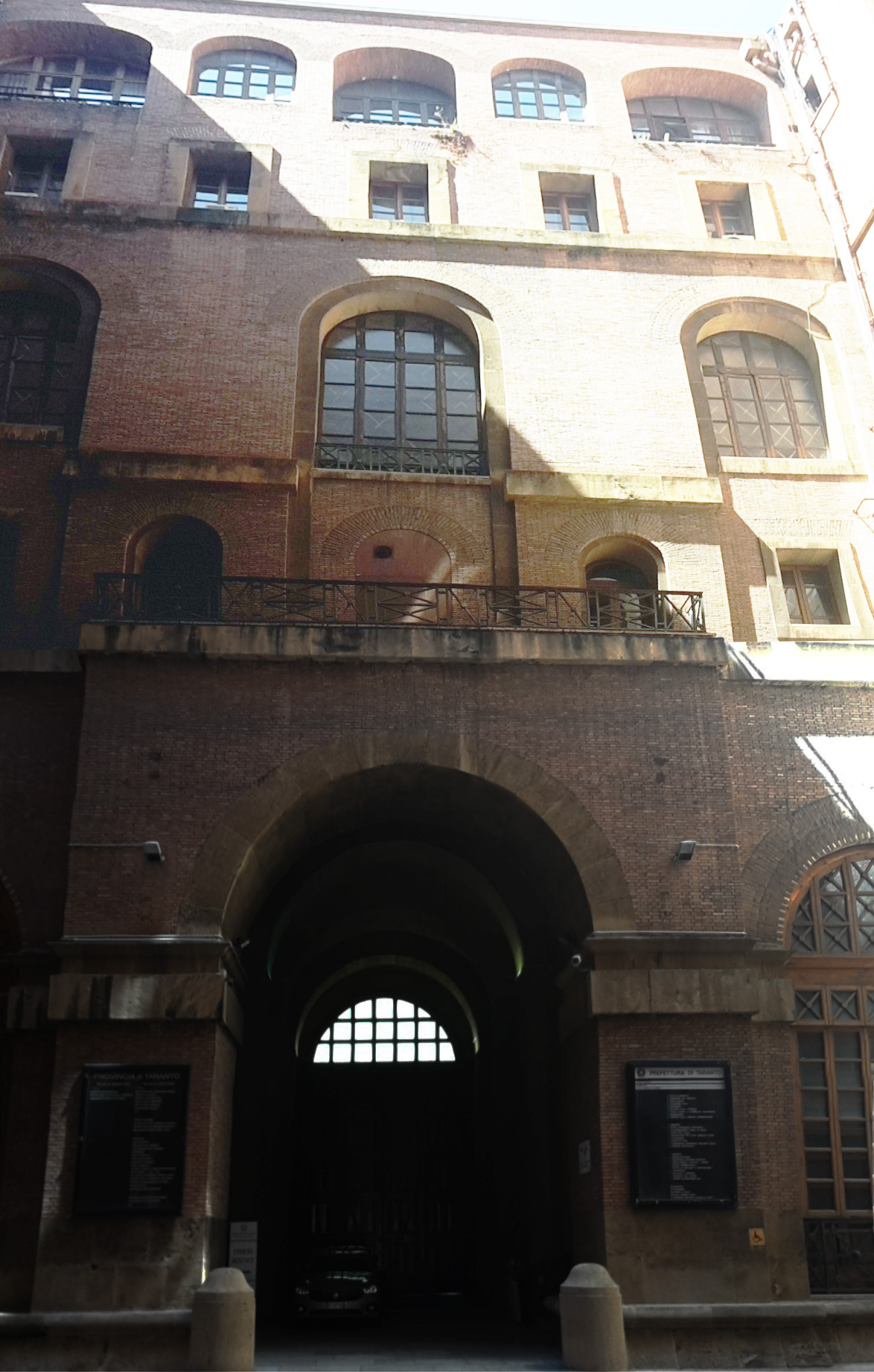
Il più orientale dei due cortili del palazzo
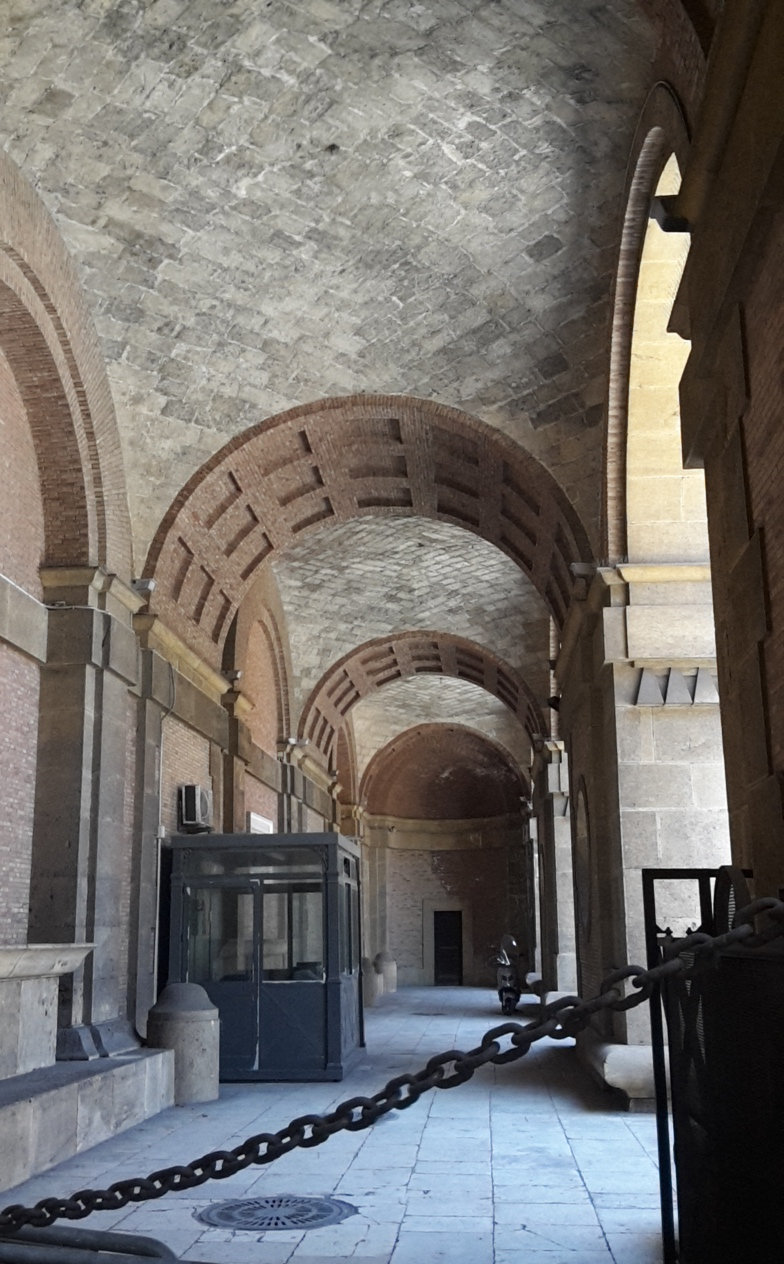
Portico sul retro del palazzo
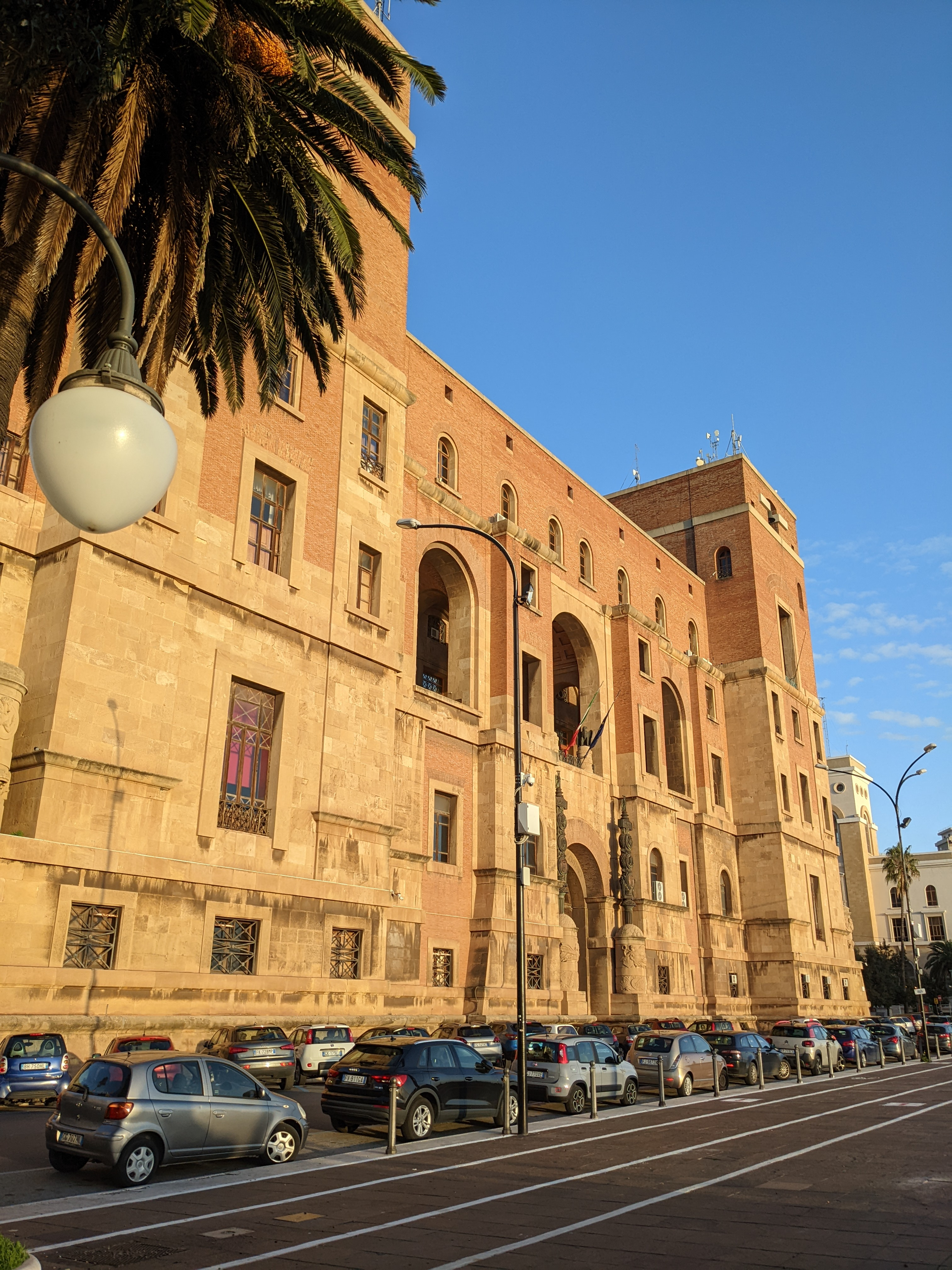
Fronte Principale che affaccia sul Mar Grande